# قلب اصطناعي حيوي
القلب الاصطناعي الحيوي (بالإنجليزية: Bioartificial heart)‏ هو قلب منزوع الخلايا ومُصنّع هندسيًا بحيث يحتوي على بنية الخلية الخارجية والمكونات الخلوية من مصدر آخر، هذه القلوب ذات أهمية خاصة للعلاج وكذلك البحث في أمراض القلب، وقد تم إنشاء أول قلوب اصطناعية حيوية في عام 2008 باستخدام قلوب جثث الفئران. وفي عام 2014 تم بناء قلوب خنازير حيويًا مماثله لحجم القلوب البشرية. لم يتم تطوير القلوب الاصطناعية الحيوية حتى الآن للاستخدام السريري على الرغم من أن إعادة توزيع قلوب الخنزير بالخلايا البشرية يفتح الباب أمام نقل الأعضاء بين الكائنات الحية.

## الخلفية
يُعد فشل القلب هو أحد الأسباب الرئيسية للوفاة، في عام 2013 كان سبب في 17.3 مليون حالة وفاة سنويًا من أصل 54 مليون حالة وفاة بسبب أمراض القلب والأوعية الدموية، وهذا يعني أن 31.5% من إجمالي الوفيات في العالم كانت بسبب ذلك. غالبًا ما يكون العلاج الفعال الوحيد لفشل القلب في نهاية المرحلة هو زراعة الأعضاء. في الوقت الحالي فإن إمدادات الأعضاء غير كافية لتلبية الطلب مما يمثل قيودًا كبيرة في خطة العلاج في نهاية المرحلة. البديل النظري لعمليات الزرع التقليدية هو هندسة القلوب الاصطناعية الحيوية، لقد حقق الباحثون العديد من التطورات الناجحة في هندسة أنسجة القلب والأوعية الدموية، وتطلعوا إلى استخدام قلوب الجثث منزوعة الخلايا والمعاد استحداثها من أجل إنشاء جهاز فعال، تنطوي عملية إزالة الخلايا وإعادة التوطين على استخدام قلب الجثث وإزالة المحتويات الخلوية مع الحفاظ على مصفوفة البروتين، وبالتالي تسهيل نمو أنسجة القلب والأوعية الدموية المناسبة داخل المصفوفة المتبقية (إعادة التوطين).
على مدى السنوات الماضية وجد الباحثون خلايا جذعية قلبية موجودة في القلب نفسه، أثار هذا الاكتشاف فكرة تجديد خلايا القلب عن طريق أخذ الخلايا الجذعية الموجودة داخل القلب وإعادة برمجتها في أنسجة القلب. أهمية هذه الخلايا الجذعية هي: التجديد الذاتي، والقدرة على التمايز إلى خلايا عضلة القلب والخلايا البطانية وخلايا الأوعية الدموية الملساء، والنسيلة. هذه الخلايا الجذعية قادرة على أن تصبح خلايا عضلية، والتي تهدف إلى تثبيت طبغرافية المكونات بين الخلايا وكذلك للمساعدة في السيطرة على حجم وشكل القلب، وكذلك الخلايا الوعائية التي تعمل كمستودع خلوي للدوران والحفاظ على أنسجة اللحمة المتوسطة. يظهر أن الخلايا الجذعية الجنينية قادرة على التشكُّل إلى أنواع أخرى من الخلايا ولكن لم تستخدم أي دراسات إكلينيكية ذلك في تجديد عضلة القلب حتى الآن لتجنب إمكانية تكوين ورم مسخي، في الوقت الحالي تعتبر الخلايا الذاتية هي الأكثر استخدامًا في التجارب السريرية مثل نخاع العظام لتجنب رفض الأنسجة.

## المنهجية
الطريقة المفضلة لإزالة جميع المكونات الخلوية من القلب هي نزع التروية عن الخلايا، تتضمن هذه التقنية تروية القلب باستخدام دوديسيل كبريتات الصوديوم\ والماء المقطر وتريكسون إكس-100.
المادة خارج الخلوية المتبقية تتكون من عناصر هيكلية مثل الكولاجين واللامينين والإيلاستين والفيبرونيكتين، تعزز سقالة المادة خارج الخلوية التكاثر والتمايز الخلوي المناسب وتطور الأوعية الدموية، فضلاً عن توفير الدعم الميكانيكي للنمو الخلوي، نظرًا لأن الحد الأدنى من مادة الحمض النووي تبقى بعد عملية إزالة الخلايا فإن العضو المهندس متوافق حيويًا مع متلقي الزرع بغض النظر عن الأنواع، وعلى عكس خيارات الزرع التقليدية تكون القلوب المعاد تكوينها أقل مناعة ولديها خطر رفض أقل.
بمجرد تعقيم القلب منزوع الخلايا لإزالة أي مسببات للأمراض يمكن أن تحدث عملية إعادة الخلايا، يتم بعد ذلك إضافة سلف القلب والأوعية الدموية متعدد الإمكانات إلى القلب منزوع الخلايا ومع عوامل نمو خارجية إضافية يتم تحفيزها على التمايز إلى خلايا عضلة القلب وخلايا العضلات الملساء والخلايا البطانية.

## الوظيفة
تأتي النتائج الواعدة من قلوب الفئران المُعاد تكوينها، بعد 8 أيام فقط من النضج تُحفَّز نماذج القلب بإشارة كهربائية لتوفير الإنظام، أظهرت نماذج القلب انقباضًا موحدًا بقوة تعادل حوالي 2% من قلب الفئران الطبيعي أو حوالي 25% من قلب الإنسان البالغ من العمر 16 أسبوعًا.
على الرغم من أنه بعيد عن الاستخدام في البيئة السريرية فقد حدثت تطورات كبيرة في مجال توليد القلب الاصطناعي الحيوي. أدى استخدام عمليات إزالة الخلايا وإعادة الخلوية إلى إنتاج مصفوفة ثلاثية الأبعاد تعزز النمو الخلوي -إعادة توطين المصفوفة التي تحتوي على التركيب الخلوي المناسب- والهندسة الحيوية للأعضاء توضح وظائفها (محدودة) والاستجابة للمحفزات، تُظهر هذه المنطقة وعودًا هائلة ومع الأبحاث المستقبلية قد تُعِيد تعريف علاج فشل القلب في المرحلة النهائية.